# Чжэн Цяо
Чжэн Цяо (кит. трад. 鄭樵, упр. 郑樵, пиньинь Zhèng Qiáo; 26 ноября 1104 — 22 апреля 1162) — историк-энциклопедист в Китае времён империи Сун. Автор труда, который квалифицируется как исторический, или как энциклопедия государственной деятельности, под названием «Тунчжи» (通志 Tongzhi), одного из наиболее влиятельных и значительных трудов данного рода.

## Биография
| Десять энциклопедий традиционного Китая | Десять энциклопедий традиционного Китая | Десять энциклопедий традиционного Китая | Десять энциклопедий традиционного Китая | Десять энциклопедий традиционного Китая |
| --------------------------------------- | --------------------------------------- | --------------------------------------- | --------------------------------------- | --------------------------------------- |
| №                                       | Название                                | Эпоха                                   | Составитель                             | Томов                                   |
| 1                                       | Тундянь                                 | Тан                                     | Ду Ю                                    | 200                                     |
| 2                                       | Тунчжи                                  | Сун                                     | Чжэн Цяо                                | 200                                     |
| 3                                       | Вэньсянь Тункао                         | Юань                                    | Ма Дуаньлинь                            | 348                                     |
| 4                                       | Сюй Тундянь                             | Цин                                     | Цзи Хуан, Лю Юн                         | 150                                     |
| 5                                       | Сюй Тунчжи                              | Цин                                     | Цзи Хуан, Лю Юн                         | 640                                     |
| 6                                       | Сюй Вэньсянь Тункао                     | Цин                                     | Чжан Тинъю                              | 250                                     |
| 7                                       | Цинчао Тундянь                          | Цин                                     | Цзи Хуан, Лю Юн                         | 100                                     |
| 8                                       | Цинчао Тунчжи                           | Цин                                     | Цзи Хуан, Лю Юн                         | 126                                     |
| 9                                       | Цинчао Вэньсянь Тункао                  | Цин                                     | Чжан Тинъю                              | 300                                     |
| 10                                      | Цинчао Сюй Вэньсянь Тункао              | Республика                              | Лю Цзиньцзао                            | 400                                     |

Большую часть своей жизни Чжэн Цяо провёл на родине, в горах Цзяцзи, где учился и писал. В 1149 году он пешком пришёл в столицу со своими сочинениями, и они были приняты в Императорскую библиотеку.
В 1162 году он получил императорский указ презентовать ко двору свой главный труд «Тунчжи», который составил с целью сделать ненужными все предыдущие исторические труды. Однако Чжэн Цяо скончался раньше, чем успел выполнить приказ.

## Значение
Чжэн Цяо был критически настроен по отношению к наследию прошлого и стремился по возможности делать выводы из собственного опыта, что было необычно как для средневековья, так и для китайской традиционной культуры. Так, он стремился писать о насекомых и растениях, основываясь на непосредственном опыте, а не трудах предшественников, и оспорил аутентичность предисловий к Книге Песен (Ши цзин).
Чжэн Цяо концентрировался на том, чтобы показать историческое развитие, что роднит его с деятелями науки гораздо более позднего времени, использовавшими концепцию прогресса.
Подход к истории иероглифического письма у Чжэна Цяо выделяется качеством научного исследования на фоне современных ему работ. Чжэн Цяо посвятил письменности труд «6 правил составления иероглифов».